# Melita Denková
Melita Denková (* 21. února 1951 Praha) je česká spisovatelka, scenáristka, režisérka, překladatelka a redaktorka.

## Život
Psát začala až před čtyřicítkou, v době, kdy pracovala jako asistentka režie v České, resp. Československé televizi. Jako autorka dětské literatury debutovala v Československém rozhlase sérií pohádek na dobrou noc v pohádkovém cyklu Hajaja.
Její svébytná poetika, smysl pro detail a živý dialog se projevily také v pozdější tvorbě, kdy překročila hranice žánru pohádky. V posledních letech (na základě přísných historických fakt) píše též čtivou pohádku historickou, romány z období posledních Přemyslovců a prvních Lucemburků.
Každý rok připravuje k vydání novou knihu, zároveň pracuje jako redaktorka na volné noze. Žije střídavě v Praze a ve starobylém domě na Českomoravské vysočině.

## Dílo

### Český rozhlas

#### Hajaja, seriály
- Ušatý pan Albert a jeho druhý kufr – vypráví Petr Nárožný
- Kočka Madam – vypráví Petr Štěpánek
- Město, kde je na všechno dost času – vypráví Alois Švehlík
- Pohádky z babiččina svetru – vypráví Jiřina Jirásková
- Devět kočičích životů perské kočky Bely – vypráví Václav Postránecký

Dále např.: Putování do země Laskominy, Loudavý vlak, Pohádky ze země vysoké trávy, Zuzka Všetečná, řečená Knoflík, Pohádky z růží, Motýl ze skleněnky, Aprílová pohádka, Opice z Jahodové ulice, Pohádky zblízka i zdálky

#### Velké nedělní pohádky
- Dáma s bílou kočkou (1997)
- Větrný hrádek
- Paní z jezera
- Vánoční skřítek (2004) + Vianoční škrietok (Slovenský rozhlas 2007)
- Čertovská hospoda (2006)
- Janek, vévoda z Louky (2007)
- Královna Majdalenka a skřítek Pištihnátek (2008)
- Matýsek čaroděj (posluchačsky nejúspěšnější pohádka roku 2010)
- Svatební medicína (2011)
- Princ Zlatovlásek a Železný Hans (2013)
- Zlatovláska a další pohádky 2015 (mluvené slovo na zvukových nosičích – výběr z nejkrásnějších nedělních pohádek Českého rozhlasu)

#### Původní rozhlasové povídky
- Kouzelný ostrov (2012)
- Trik (2012)
- André Beránek (2013)
- První sníh (2014)

### Film a televize
- Navštívenka - námět, scénář a režie filmového dokumentu s pohádkovými prvky, 2002, slovem provází Alois Švehlík
- Původní scénáře k Pohádkové neděli, ČT 2003
- Sedmives aneb Růžová holčička (námět a scénář sedmidílného Večerníčku, ČT 2011), vypráví Marek Eben

### Dětské knihy
- Pohádky kouzelných kamínků, Knižní klub 2002, ilustrace Helena Zmatlíková

(+slovensky Ikar, Rozprávky čarovných kamienkov)
- Pohádková zahrada, Knižní klub 2003, ilustrace Dagmar Ježková

(+ slovensky Ikar, Rozprávková zahrada)
- Sedmives aneb Růžová holčička, KK 2003, ilustrace Markéta Podhůrská

To nejlepší z Hajaji (výběr 19 autorů), Albatros 2005

### Převyprávění klasiky
- Popelka a jiné pohádky bratří Grimmů, Knižní klub 2004, ilustrace Markéta Prachatická - oceněno českým Penklubem
- České pohádky, Knižní klub 2005, ilustrace Artuš Scheiner

### Překlady
- Ezopovy bajky, KK 2008
- Princezna na hrášku a další pohádky, Fortuna Libri 2009
- Pohádkové vyprávění o princeznách a princích, Fortuna Libri 2009

### Knihy pro náctileté
- Smutná holka hledá kluka (zn: aby nebyl debil), KK 2006, ilustrace vlastní a Petra Malovaná
- Kluk s medovýma očima (a ty vysmahni, demente), KK 2007, ilustrace vlastní a Petra Malovaná
- Holky, kde jsou kluci? (ale kretény neberem), KK 2007, ilustrace vlastní a Petra Malovaná
- Kluk, před kterým tě máma varovala (jenže je boží!), KK 2008, ilustrace vlastní a Petra Malovaná
- Diář: Holky, buďte in! Alpress 2011
- Já, zamilovaná Isabela, a tajemný rytíř Matias, Alpress 2017

### Knihy ostatní
- Jak přežít Vánoce a nezbláznit se, Fortuna Libri 2009, vlastní ilustrace
- Nejmocnější ženy Evropy (se S. Poberovou), Alpress 2010
- Bludiště lásky – cesta za snem urozené panny Barbory z Jivnice, Alpress 2011
- Markéta Přemyslovna, Alpress 2012
- Jitka Lucemburská, Alpress 2014
- Poslední láska Václava II., Alpress 2015
- Prvorozený, Alpress 2016